# Izydor Gutmański
Izydor Bronisław Gutmański (ur. 6 października 1930 w Zamku Bierzgłowskim koło Torunia, zm. 7 lutego 2020) – polski agronom, prof. dr hab. nauk rolniczych, kierownik Instytutu Hodowli i Aklimatyzacji Roślin Oddziału w Bydgoszczy. Autor kilkuset prac dot. buraka cukrowego. Problematyka podejmowanych przez niego badań obejmowała nasiennictwo, uprawę roli, nawożenie i technologię produkcji buraka cukrowego i pastewnego, cykorii korzeniowej, marchwi pastewnej i topinamburu.
W latach 1993–1995 prezes Bydgoskiego Towarzystwa Naukowego.
Pochowany 13 lutego 2020 na cmentarzu na Bielawach w Bydgoszczy.